# Alto Douro

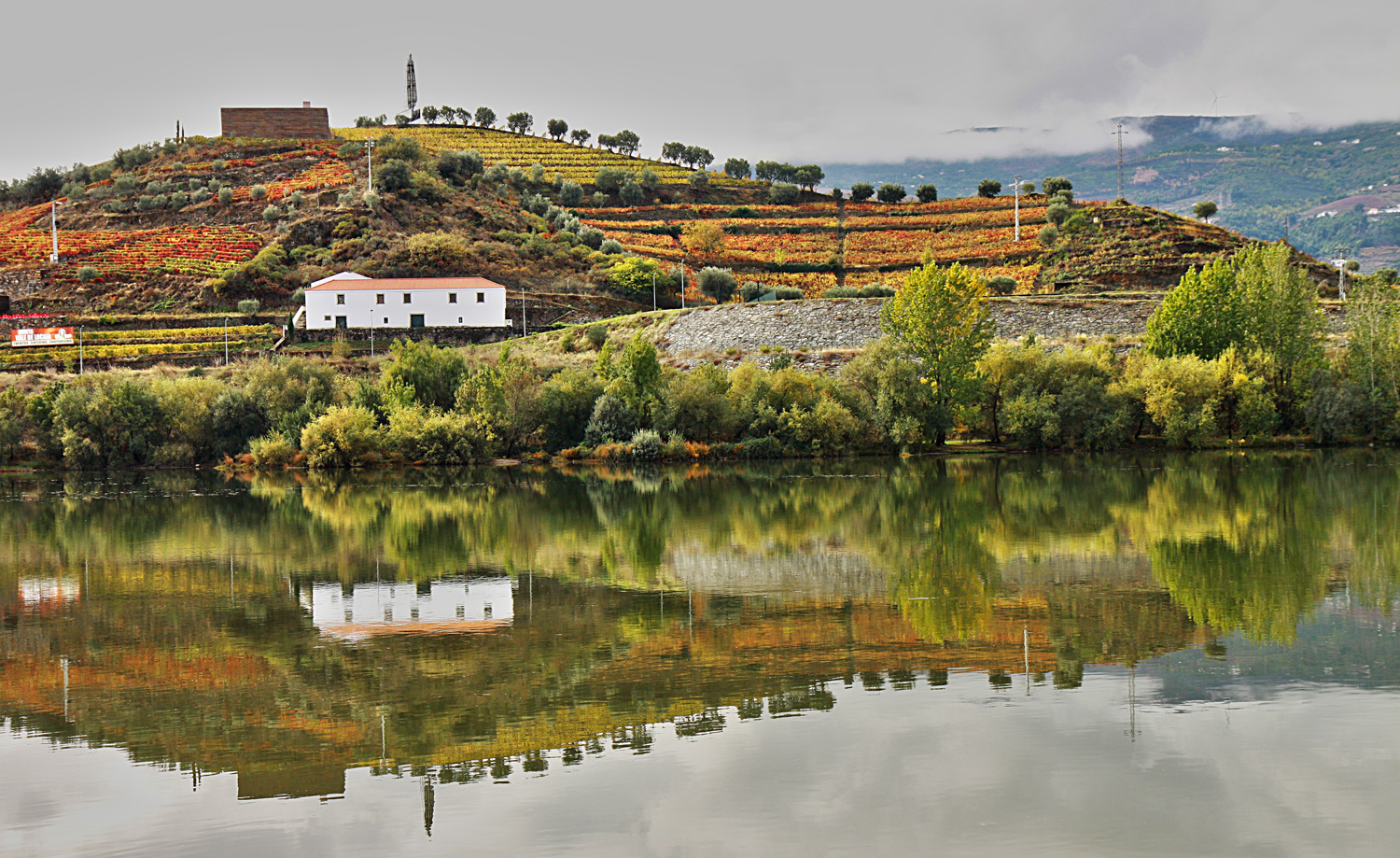
Dolina rzeki

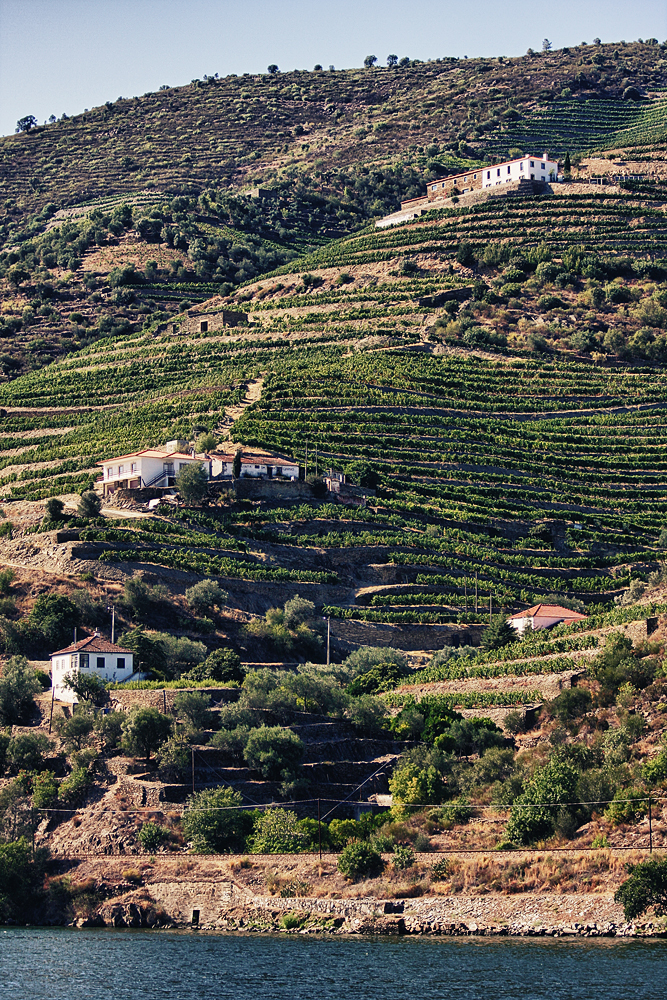
Winnice na stokach w Alto Douro

Alto Douro (port. Górne Douro) – region winiarski w północno-wschodniej Portugalii, nad rzeką Duero; z historycznego punktu widzenia południowa część regionu Trás-os-Montes. Tradycja produkcji wina w dolinie Douro sięga przynajmniej czasów rzymskich. Był to pierwszy na świecie (wyznaczony w 1756) region winiarski o określonych granicach i klasyfikacji winnic.
W 2001 region został wpisany na listę światowego dziedzictwa UNESCO jako świadectwo krajobrazu przekształconego przez człowieka i podporządkowanego uprawie winorośli i produkcji wina. Podstawowy wyrób, wino porto było niegdyś spławiane w beczkach na specjalnych łodziach (barco rabelo) w dół rzeki do miejscowości Vila Nova de Gaia, położonej naprzeciw miasta Porto, gdzie dojrzewało w piwnicach. Później beczki na łodziach zastąpiono cysternami.

## Charakterystyka
Region zajmuje 24,6 tys. hektarów, a strefa ochronna – 225 tys. ha. Obejmuje górzyste tereny doliny Duero i jej dopływów. Strome zbocza (nachylenia wynoszą od 35 do 70°) wymagały ciężkiej pracy ludzkiej, by utrzymać warstwę gleby i zatrzymać wodę. W różnych okresach historycznych stoki w Alto Douro kształtowano na różne sposoby: od umacniania murkami oporowymi (socalcos) poprzez terasy wzmocnione łupkami, a później metalowymi słupkami, a na ograniczoną skalę – wyrównywane spychaczami. Poza winoroślą ważnym elementem krajobrazu są drzewa oliwkowe i migdałowce oraz gaje pomarańczowe. Na stokach rozpościerają się posiadłości winiarskie – quintas, z budynkami gospodarczymi.

## Historia
Podczas wykopalisk w pobliżu Mirandeli odnaleziono liczące 3–4 tys. lat nasiona winorośli właściwej. Rozwój uprawy winorośli i winiarstwa nastąpił podczas panowania rzymskiego, w III i IV wieku. W średniowieczu duży wkład w zagospodarowanie regionu włożyli cystersi. Wraz ze wzrostem znaczenia handlowego wina zwrócono uwagę na jego jakość, a wzmacniane wino porto stało się od XVII wieku ważnym towarem eksportowym, przede wszystkim na rynek holenderski i angielski.
10 września 1756 roku markiz de Pombal przeforsował utworzenie Generalnego Stowarzyszenia Hodowców Winorośli Górnego Porto (Companhia Geral da Agricultura das Vinhas do Alto Douro), którego zadaniem była m.in. klasyfikacja winnic i win w regionie o oznaczonych granicach oraz prowadzenie dokumentacji. W terenie granice zostały oznakowane 335 granitowymi znakami. Regulacje ochroniły region przed utratą renomy, która mogłoby nastąpić gdyby przyłączano gorsze tereny albo obniżano jakość wina. Dzięki temu po dwudziestu latach ceny porto uległy potrojeniu. Później pierwotne granice regionu zostały poszerzone.
W latach 1847–1848 agronom A. Moreira da Fonseca sklasyfikował działki w poszczególnych winnicach i podzielił je na sześć klas, które biorą pod uwagę wszystkie czynniki wpływające na jakość winogron i wina oraz nadal obowiązują. W połowie XIX wieku choroby i przede wszystkim filoksera w 1863 spustoszyły winnice, które były odtwarzane od 1876 roku z wykorzystaniem innych technik kształtowania stoków. Na odrodzenie winiarstwa pozytywny wpływ miały zmiany legislacyjne oraz budowa linii kolejowej w dolinie Duero w latach 1873–1887. W 1907 granice regionu zostały poszerzone i sięgały na wschód do granicy hiszpańskiej.
Od lat 70. XX wieku rozpoczęto mechanizację części prac winogrodniczych, w tym urządzania winnic, co spowodowało zmiany w krajobrazie. Za pogodzenie interesów winiarzy (skupionych w Casa do Douro) i eksporterów wina odpowiada Instituto do Vinho do Porto.

## Wina
Tradycyjnie w regionie uprawia się winogrona z przeznaczeniem do produkcji wina porto i winifikuje je. Do 1986 z monopolu na starzenie i butelkowanie porto korzystały piwnice winne w Vila Nova de Gaia, do których winiarze z Alto Douro wysyłali wino. Od 1986 roku porto może być produkowane bezpośrednio w majątkach winiarskich (quintas), co sprzyja pojawieniu się nowych marek. Dopuszczalny wolumen produkcji (beneficio) i cena winogron z poszczególnych działek winnicy zależy od oceny w klasyfikacji, która z kolei zależy od punktacji w poszczególnych kryteriach, jak np. położenie, nachylenie stoku, rodzaj gleby, uprawiane odmiany itd..
W 1982 ustanowiono apelację Douro DOC dla niewzmacnianych win białych i czerwonych. Zwiększyło to różnorodność produkowanych win i podniosło prestiż win z winogron uprawianych na glebach granitowych, gdyż dla porto zarezerwowane są gleby łupkowe.
Szacuje się, że w regionie Douro uprawia się ponad 80 szczepów winorośli. Do uprawy na produkcję wina porto jest dopuszczonych aż 48 z nich, przy czym oficjalna klasyfikacja określa podział na bardzo dobre, dobre i przeciętne. Za najlepszą uchodzi touriga nacional, ale niemal zawsze wino jest kupażowane z kilku odmian.